# Вьё (Эн)
Вьё (фр. Vieu) — коммуна во Франции, находится в регионе Рона — Альпы. Департамент — Эн. Входит в состав кантона Шампань-ан-Вальроме. Округ коммуны — Белле.
Код INSEE коммуны — 01442.

## География
Коммуна расположена приблизительно в 420 км к юго-востоку от Парижа, в 70 км восточнее Лиона, в 50 км к юго-востоку от Бурк-ан-Бреса.
По территории коммуны протекают реки Серан и Груэн (фр. Groin).

## Климат
Климат полуконтинентальный с холодной зимой и тёплым летом. Дожди бывают нечасто, в основном летом.

## Население
Население коммуны на 2010 год составляло 380 человек.
| 1962 | 1968 | 1975 | 1982 | 1990 | 1999 | 2010 |
| ---- | ---- | ---- | ---- | ---- | ---- | ---- |
| 322  | 296  | 292  | 289  | 293  | 311  | 380  |

## Администрация
| Период | Период | Фамилия               | Партия                  | Примечания |
| ------ | ------ | --------------------- | ----------------------- | ---------- |
| 1944   | 1959   | Антельм Мари Девуазен |                         |            |
| 1959   | 1972   | Луи Троншон           | Социалистическая партия |            |
| 1972   | 1989   | Марсель Жене          | Социалистическая партия |            |
| 1989   | 1995   | Моник Гро             | Разные правые           |            |
| 1995   | 2020   | Андре Болон           | Разные правые           |            |

## Экономика
В 2010 году среди 215 человек трудоспособного возраста (15—64 лет) 163 были экономически активными, 52 — неактивными (показатель активности — 75,8 %, в 1999 году было 73,0 %). Из 163 активных жителей работали 152 человека (75 мужчин и 77 женщин), безработных было 11 (8 мужчин и 3 женщины). Среди 52 неактивных 13 человек были учениками или студентами, 25 — пенсионерами, 14 были неактивными по другим причинам.

## Достопримечательности
- Замок Машюра (XIX век). Исторический памятник с 2006 года[4]
- Римский акведук. Исторический памятник с 1840 года[5]

## Фотогалерея
- Замок Машюра
- Римский акведук
- Церковь
- Мэрия и военный мемориал
- Водопад Серверьё
- Карта коммуны